# Klaeng (huyện)
Klaeng (tiếng Thái: แกลง) là một huyện (amphoe) ở phía đông của tỉnh Rayong, phía đông Thái Lan.

## Lịch sử
Dưới thời vua Chulalongkorn (Rama V), Mueang Klaeng là thành phố cấp 4 thuộc Monthon Chanthaburi. Năm 1908, Mueang Klaeng bị hạ cấp thành một huyện của tỉnh Rayong.

## Địa lý
Các huyện giáp ranh (từ phía tây theo chiều kim đồng hồ): Mueang Rayong,  Wang Chan, Khao Chamao, Kaeng Hang Maeo và Na Yai Am của Chanthaburi Province. Phía nam là vịnh Thái Lan.

## Hành chính
Huyện được chia ra thành 15 phó huyện (tambon), các đơn vị này lại được chia thành 145 làng (muban). Klaeng là thị xã (thesaban mueang) nằm trên một phần của the tambon Thang Kwian và Wang Wa. Có 4 thị trấn (thesaban tambon) - Kong Din nằm trên một phần của tambon Kong Din, Thung Khwai Kin nằm trên một phần của tambon Thung Khwai Kin và Khlong Pun, Pak Nam Prasae parts of tambon Pak Nam Krasae, còn Sunthorn Phu nằm trên toàn bộ tambon Kram và Chak Phong. Có 15 Tổ chức hành chính tamobon.
| STT. | Tên             | Tên Thái   | Số làng | Dân số |  |
| ---- | --------------- | ---------- | ------- | ------ |  |
| 1.   | Tra Vian        | ทราเวียน    | 10      | 22331  |  |
| 2.   | Wang Wa         | วังหว้า      | 13      | 9878   |  |
| 3.   | Chak Don        | ชากโดน     | 8       | 4.871  |  |
| 4.   | Noen Kho        | เนินฆ้อ      | 9       | 4.532  |  |
| 5.   | Kram            | กร่ำ        | 6       | 5.674  |  |
| 6.   | Chak Phong      | ชากพง      | 7       | 8.988  |  |
| 7.   | Krasae Bon      | กระแสบน    | 14      | 6.987  |  |
| 8.   | Ban Na          | บ้านนา      | 13      | 8.261  |  |
| 9.   | Thung Khwai Kin | ทุ่งควายกิน   | 13      | 14864  |  |
| 10.  | Kong Din        | กองดิน      | 11      | 10604  |  |
| 11.  | Khlong Pun      | คลองปูน     | 9       | 5871   |  |
| 12.  | Phang Rat       | พังราด      | 8       | 6.172  |  |
| 13.  | Pak Nam Krasae  | ปากน้ำกระแส | 8       | 7142   |  |
| 17.  | Huai Yang       | ห้วยยาง     | 9       | 3.747  |  |
| 18.  | Song Salueng    | สองสลึง     | 8       | 5.773  |  |

Các con số gián đoạn không có trong bảng là tambon nay thuộc huyện Khao Chamao.